# JR East

Východojaponská železniční společnost provozuje železniční dopravu na území označeném tmavě zelenou barvou.

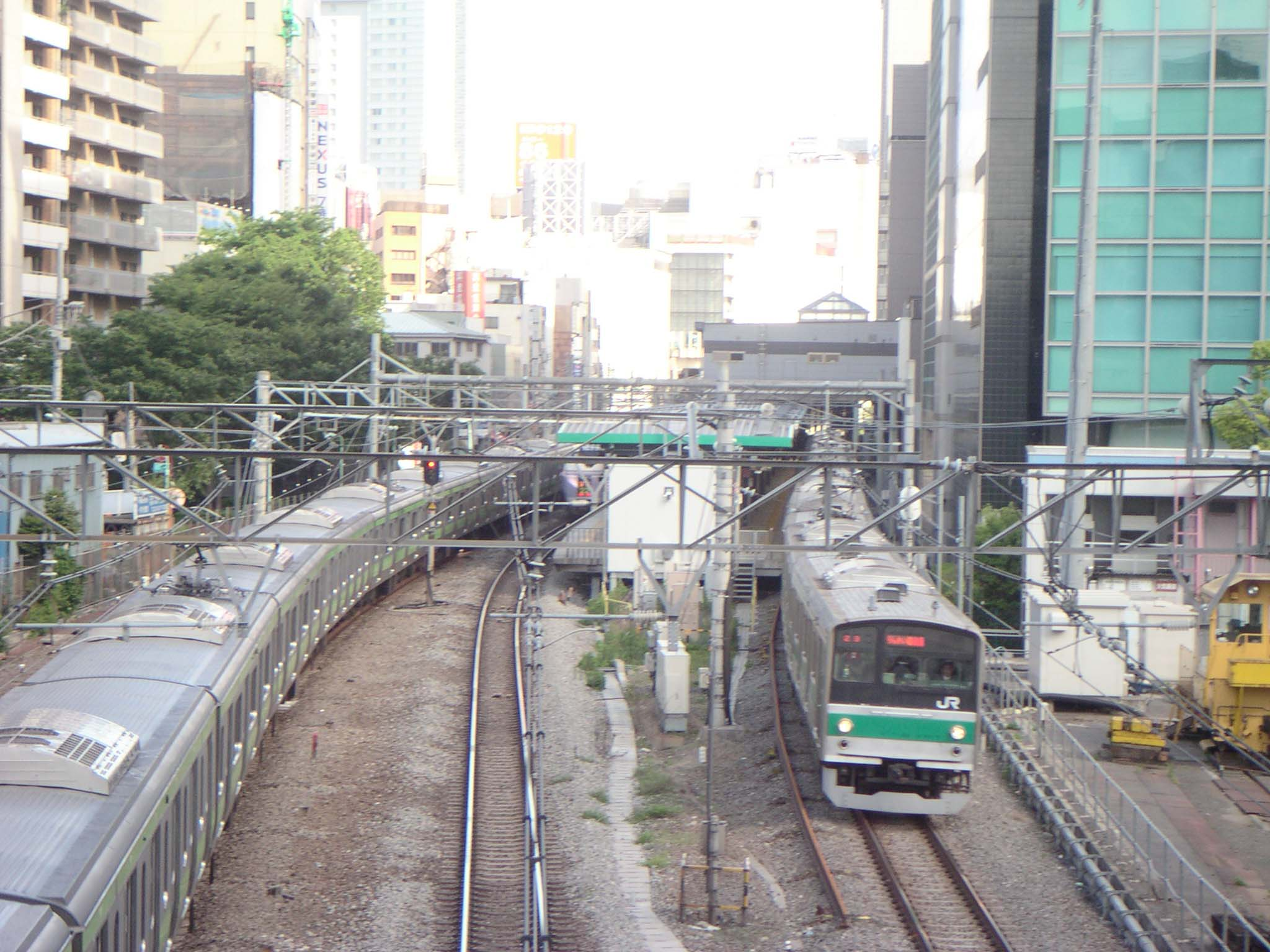
Dopravní ruch ve stanici Šibuja v Tokiu, vpravo na snímku je elektrická článková jednotka řady 205, která je stále typickou soupravou pro tokijské tratě

Východojaponská železniční společnost (japonsky 東日本旅客鉄道株式会社, Higaši-Nihon rjokaku tecudó kabušiki gaiša, anglicky East Japan Railway Company) je nejrozsáhlejší osobní železniční správou na světě[zdroj?] a je jednou ze sedmi společností tvořících Skupinu JR. Na mezinárodním poli je společnost známější pod svým kratším názvem JR East (JR東日本; JR Higaši-Nihon).

## Historie
Společnost vznikla 1. dubna 1987 po nuceném rozdělení a privatizaci státem vlastněných předlužených Japonských národních železnic (JNR). Získala odpovědnost za bývalé tratě JNR v regionech Kantó a Tóhoku a v jejich blízkém okolí. Některé tratě, o které již společnost nemá zájem – např. z důvodu zahájení provozu na paralelním šinkansenu – jsou převáděny na soukromé dopravce, do třetího sektoru, případně zcela rušeny.

## Tratě
Tratě této společnosti obsluhují primárně regiony Tóhoku a Kantó, ale zasahují také do přilehlých prefektur Niigata, Nagano, Jamanaši a Šizuoka.

### Šinkansen
JR East je provozovatelem všech linek sítě šinkansen, směřujících z Tokia severním směrem.
Přes několik stanic, obsluhovaných JR East, je také vedena trať Tókaidó-šinkansen. Ta ale spadá pod JR West.
| Trať                          | Významné stanice                                       |
| ----------------------------- | ------------------------------------------------------ |
| Tóhoku-šinkansen 東北新幹線   | Tokio ~ Ómija ~ Fukušima ~ Sendai ~ Morioka ~ Hačinohe |
| Akita-Šinkansen 秋田新幹線    | Morioka ~ Akita                                        |
| Jamagata-Šinkansen 山形新幹線 | Fukušima ~ Jamagata ~ Šindžó                           |
| Džóecu-šinkansen 上越新幹線   | Tokio ~ Ómija ~ Takasaki ~ Niigata                     |
| Hokuriku-Šinkansen 北陸新幹線 | Takasaki ~ Nagano                                      |

### Tokijské příměstské tratě
| Trať                                         | Významné stanice                                                                  |
| -------------------------------------------- | --------------------------------------------------------------------------------- |
| Linka Curumi 鶴見線                          | Curumi ~ Asano ~ Anzen ~ Ógimači Asano ~ Umi-Šibaura Anzen ~ Musaši-Širaiši       |
| Linka Čúó 中央本線                           | Tokio ~ Šindžuku ~ Hačiódži ~ Kófu                                                |
| Linka Čúó-Sóbu 中央・総武緩行線              | Čiba ~ Akihabara ~ Šindžuku ~ Mitaka                                              |
| Linka Džóban 常磐線                          | Ueno ~ Abiko ~ Tomobe ~ Mito ~ Hitači                                             |
| Linka Hačikó 八高線                          | Hačiódži ~ Takasaki                                                               |
| Linka Icukaiči 五日市線                      | Hačiódži ~ Musaši-Icukaiči                                                        |
| Linka Jamanote 山手線)                       | Tokio ~ Šinagawa ~ Šibuja ~ Šindžuku ~ Ikebukuro ~ Ueno (tokijská vnitřní smyčka) |
| Linka Jokohama 横浜線                        | Higaši-Kanazawa ~ Hačiódži                                                        |
| Linka Jokosuka 横須賀線                      | Tokio ~ Kurihama                                                                  |
| Linka Karasujama 烏山線                      | Karasujama ~ Hošakudži                                                            |
| Linka Kašima 鹿島線                          | Katori ~ Kašima                                                                   |
| Linka Keihin-tóhoku 京浜東北線               | Ómija ~ Tokio ~ Jokohama                                                          |
| Linka Keijó 京葉線                           | Tokio ~ Sóga                                                                      |
| Linka Kururi 久留里線                        | Kisarazu ~ Kazusa-Kamejama                                                        |
| Linka Mito 水戸線                            | Ójama ~ Tomobe                                                                    |
| Linka Musašino 武蔵野線                      | Fučú-Honmači ~ Minami-Urawa ~ Niši-Funabaši (tokijská vnější smyčka)              |
| Linka Nanbu 南武線                           | Kawasaki ~ Tačikawa                                                               |
| Linka Narita 成田線                          | Sakura ~ Narita ~ Čóši Narita ~ Abiko                                             |
| Linka Negiši 根岸線                          | Jokohama ~ Ófuna                                                                  |
| Linka Nikkó 日光線                           | Ucunomija ~ Nikkó                                                                 |
| Linka Óme 青梅線                             | Tačikawa ~ Óme ~ Okutama                                                          |
| Linka Rjómó 両毛線                           | Ójama ~ Šin-Maebaši                                                               |
| Linka Sagami 相模線                          | Hačiódži ~ Čigasaki                                                               |
| Linka Sajkjó 埼京線                          | Ósaki ~ Šindžuku ~ Ómija                                                          |
| Linka Šónan-Šindžuku 湘南新宿線              | Ómija ~ Šindžuku ~ Ófuna                                                          |
| Linka Sóbu 総武本線                          | Tokio ~ Čóši                                                                      |
| Linka Sotobó 外房線                          | Čiba ~ Mobara ~ Awa-Kamogawa                                                      |
| Linka Takasaki 高崎線                        | Ómija ~ Takasaki                                                                  |
| Linka Tógane 東金線                          | Narutó ~ Óami                                                                     |
| Linka Tóhoku (Ucunomija) 東北本線 / 宇都宮線 | Ueno ~ Ucunomija ~ Kuroiso                                                        |
| Linka Tókaidó 東海道本線                     | Tokio ~ Jokohama ~ Čigasaki ~ Atami                                               |
| Linka Učibó 内房線                           | Sóga ~ Kisarazu ~ Awa-Kamogawa                                                    |

### Regionální tratě

#### V regionu Tóhoku
| Trať                          | Významné stanice                     |
| ----------------------------- | ------------------------------------ |
| Linka Aterazawa 左沢線        | Kita-Jamagata ~ Aterazawa            |
| Linka Džóban 常磐線           | Hitači ~ Sendai                      |
| Linka Gonó 五能線             | Higaši-Noširo ~ Kawabe               |
| Linka Hačinohe 八戸線         | Hačinohe ~ Kudži                     |
| Linka Hanawa 花輪線           | Ódate ~ Koma                         |
| Linka Išinomaki 石巻線        | Kogota ~ Onagawa                     |
| Linka Iwaizumi 岩泉線         | Moiči - Iwaizumi                     |
| Linka Jamada 山田線           | Morioka ~ Kamaiši                    |
| Linka Jonesaka 米坂線         | Jonezawa ~ Sakamači                  |
| Linka Kamaiši 釜石線          | Hanamaki ~ Kamaiši                   |
| Linka Kesennuma 気仙沼線      | Maejači ~ Kesennuma                  |
| Linka Kitakami 北上線         | Kitakami ~ Jokote                    |
| Linka Oga 男鹿線              | Oiwake ~ Oga                         |
| Linka Ófunato 大船渡線        | Ičinoseki ~ Sakari                   |
| Linka Óminato 大湊線          | Nohedži ~ Óminato                    |
| Linka Óu 奥羽本線             | Fukušima ~ Jamagata ~ Akita ~ Aomori |
| Linka Senseki 仙石線          | Aobadóri ~ Išinomaki                 |
| Linka Senzan 仙山線           | Sendai ~ Uzen-Čitose                 |
| Linka Suigun 水郡線           | Mito ~ Korijama                      |
| Linka Tadami 只見線           | Aizu-Wakamacu ~ Koide                |
| Linka Tazawako 田沢湖線       | Morioka ~ Ómagari                    |
| Linka Tóhoku 東北本線         | Kuroiso ~ Morioka                    |
| Linka Tsugaru 津軽線          | Aomori ~ Mimmaja                     |
| Linka Uecu 羽越本線           | Niizu ~ Akita                        |
| Linka Ban'ecu-higaši 磐越東線 | Iwaki ~ Kórijama                     |
| Linka Rikuu-higaši 陸羽東線   | Kogota ~ Šindžó                      |
| Linka Ban'ecu-niši 磐越西線   | Kórijama ~ Niigata                   |
| Linka Rikú-niši 陸羽西線      | Šindžó ~ Amarume                     |

#### Mimo region Tóhoku
| Trať                   | Významné stanice                                             |
| ---------------------- | ------------------------------------------------------------ |
| Linka Agacuma 吾妻線   | Šibukawa ~ Ómae                                              |
| Linka Čúó 中央本線     | Kófu ~ Šiodžiri                                              |
| Linka Džóecu 上越線    | Takasaki ~ Ečigo-Juzawa ~ Mijauči Ečigo-Juzawa ~ GALA-Juzawa |
| Linka Ečigo 越後線     | Niigata ~ Kašiwazaki                                         |
| Linka Hakušin 白新線   | Niigata ~ Šibata                                             |
| Linka Iijama 飯山線    | Tojono ~ Ečigo-Kawaguči                                      |
| Linka Itó 伊東線       | Atami ~ Itó                                                  |
| Linka Jahiko 弥彦線    | Higaši-Sandžó ~ Jahiko                                       |
| Linka Koumi 小海線     | Kobučisawa ~ Komoro                                          |
| Linka Óito 大糸線      | Macumoto ~ Minami-Otari                                      |
| Linka Šin'ecu 信越本線 | Takasaki ~ Šinonoi ~ Jokokawa Šinonoi ~ Nagano ~ Niigata     |
| Linka Šinonoi 篠ノ井線 | Šinonoi ~ Šiodžiri                                           |

## Dceřiné společnosti
- Higaši-Nihon Kiosk – síť nádražních kiosků prodávajících noviny, nápoje a další sortiment, také provozuje řetězec malých samoobsluh NEWCHAIN
- JR Bus Kantó a JR Bus Tóhoku – operátoři dálkových autobusových linek
- Nippon Restaurant Enterprise – síť prodejen, kde se prodávají typicky japonské bentó – oběd v krabičce. Také zajišťuje jejich prodej ve vlacích.
- Tokijský monorail – JR East vlastní 70 %.